# WISE 1051-2138
WISE 1051-2138 (= WISE J105130.01-213859.7) is een bruine dwerg met een spectraalklasse van T9. De ster bevindt zich 40,8 lichtjaar van de zon.